# Guesch Patti

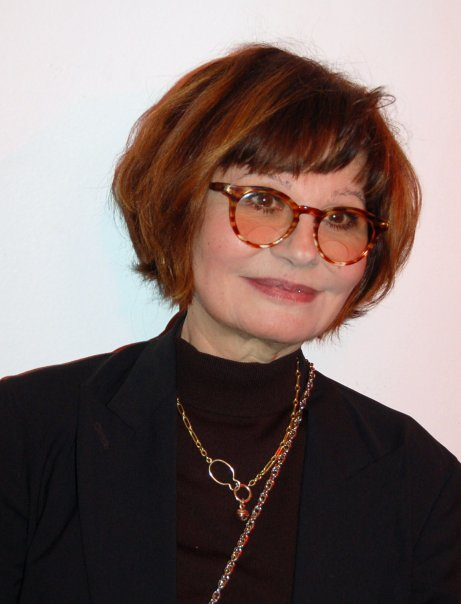
Guesch Patti (2009)

Guesch Patti (* 16. März 1946 in Paris; eigentlich Patricia Porrasse) ist eine französische Tänzerin, Sängerin und Schauspielerin.
Oft wird in den Albumveröffentlichungen auch von Guesch Patti et Encore (frz. für Guesch Patti und noch etwas mehr oder Guesch Patti und Andere (hier die Begleitband)) gesprochen.

## Karriere
Sie war mit dem Pianisten Yves Gilbert verheiratet, mit dem sie das Duo Yves et Patricia bildete und von dem sie 1974 geschieden wurde.
Patti hatte 1987 mit dem Song Étienne einen in mehreren europäischen Ländern erfolgreichen Hit. Das frivole Video sorgte nicht nur in Frankreich für einen Skandal und wurde mehrfach ausgezeichnet. Als Tänzerin gastierte Patti in der Mailänder Scala und arbeitete mit Choreografen wie Roland Petit und Maurice Béjart.
Für Die Schwächen der Frauen (Elles) von Regisseur Luís Galvão Teles stand Guesch Patti 1997 erstmals als Schauspielerin in einem Kinofilm vor der Kamera.

## Diskografie

### Studioalben
| Jahr | Titel               | Höchstplatzierung, Gesamtwochen, AuszeichnungChartplatzierungen (Jahr, Titel, Platzierungen, Wochen, Auszeichnungen, Anmerkungen) | Höchstplatzierung, Gesamtwochen, AuszeichnungChartplatzierungen (Jahr, Titel, Platzierungen, Wochen, Auszeichnungen, Anmerkungen) | Höchstplatzierung, Gesamtwochen, AuszeichnungChartplatzierungen (Jahr, Titel, Platzierungen, Wochen, Auszeichnungen, Anmerkungen) | Höchstplatzierung, Gesamtwochen, AuszeichnungChartplatzierungen (Jahr, Titel, Platzierungen, Wochen, Auszeichnungen, Anmerkungen) | Höchstplatzierung, Gesamtwochen, AuszeichnungChartplatzierungen (Jahr, Titel, Platzierungen, Wochen, Auszeichnungen, Anmerkungen) | Anmerkungen                     |
| Jahr | Titel               | DE | AT | CH | UK | FR | Anmerkungen                     |
| ---- | ------------------- | --- | --- | --- | --- | --- | ------------------------------- |
| 1988 | Labyrinthe          | DE10 (13 Wo.)DE | AT14 (10 Wo.)AT | CH9 (6 Wo.)CH | — | — | Erstveröffentlichung: Mai 1988  |
| 1990 | Nomades             | DE61 (6 Wo.)DE | — | CH22 (5 Wo.)CH | — | — | Erstveröffentlichung: März 1990 |
| 1992 | Gobe                | DE—DE | — | CH—CH | — | — |                                 |
| 1995 | Blonde              | DE—DE | — | CH—CH | — | — |                                 |
| 2000 | Dernières Nouvelles | DE—DE | — | CH—CH | — | — |                                 |

### Singles
| Jahr | Titel Album                      | Höchstplatzierung, Gesamtwochen, AuszeichnungChartplatzierungen (Jahr, Titel, Album, Platzierungen, Wochen, Auszeichnungen, Anmerkungen) | Höchstplatzierung, Gesamtwochen, AuszeichnungChartplatzierungen (Jahr, Titel, Album, Platzierungen, Wochen, Auszeichnungen, Anmerkungen) | Höchstplatzierung, Gesamtwochen, AuszeichnungChartplatzierungen (Jahr, Titel, Album, Platzierungen, Wochen, Auszeichnungen, Anmerkungen) | Höchstplatzierung, Gesamtwochen, AuszeichnungChartplatzierungen (Jahr, Titel, Album, Platzierungen, Wochen, Auszeichnungen, Anmerkungen) | Höchstplatzierung, Gesamtwochen, AuszeichnungChartplatzierungen (Jahr, Titel, Album, Platzierungen, Wochen, Auszeichnungen, Anmerkungen) | Anmerkungen                        |
| Jahr | Titel Album                      | DE | AT | CH | UK | FR | Anmerkungen                        |
| ---- | -------------------------------- | --- | --- | --- | --- | --- | ---------------------------------- |
| 1987 | Étienne Labyrinthe               | DE9 (18 Wo.)DE | AT6 (18 Wo.)AT | CH3 (15 Wo.)CH | — | FR1 Gold · (23 Wo.)FR | Erstveröffentlichung: Oktober 1987 |
| 1988 | Let Be Must The Queen Labyrinthe | DE21 (13 Wo.)DE | AT21 (4 Wo.)AT | — | — | FR25 (13 Wo.)FR | Erstveröffentlichung: April 1988   |

Weitere Singles
- 1984: Somnifères (veröffentlicht unter dem Namen Dacapo)
- 1988: Cul Cul Clan
- 1988: Bon anniversaire
- 1990: L’homme au tablier vert
- 1990: Comment dire
- 1990: Nomades
- 1992: Wake up
- 1992: Mélomane
- 1995: La marquise
- 1995: Amnésie
- 1996: Blonde
- 2002: Dans tes yeux (Promo-CD, Verkauf wurde verboten)
- 2003: Z-Gonzales
- 2009: Bilingue